# Vrba (gmina Žirovnica)
Vrba – wieś w Słowenii, w gminie Žirovnica. 1 stycznia 2017 liczyła 198 mieszkańców.